# Dobrowolec (samochód pancerny)
Samochód pancerny „Dobrowolec” (ros. Бронеавтомобиль „Доброволец”) – samochód pancerny Białych podczas wojny domowej w Rosji.
„Dobrowolec” był jednym z pierwszych samochodów pancernych Armii Ochotniczej gen. Antona I. Denikina, walczącej z wojskami bolszewickimi na południu Rosji. Reprezentował typ Fiat-Iżorski, uzbrojony w 2 karabiny maszynowe, z 5 członkami załogi. W maju 1918 r. w Nowoczerkasku został zdobyty na bolszewikach przez oddział płk. Michaiła G. Drozdowskiego. Jego dowódcą został por. Nikołaj K. Kawtaradze. Pancerka brała udział w 2 Marszu Kubańskim w II poł. 1918 r. Jesienią tego roku weszła w skład 3 Generała Drozdowskiego Oddziału Samochodów Pancernych. W styczniu 1919 r. nowym dowódcą został por. (mianowany wkrótce sztabskapitanem) Ippolit A. Kudriaszow. „Dobrowolec” wkrótce znalazł się w składzie Dywizjonu Samochodów Pancernych 3 Dywizji Strzeleckiej. Uczestniczył w ciężkich walkach w obwodzie donieckim.